# Гаљано дел Капо
Гаљано дел Капо (итал. Gagliano del Capo) је насеље у Италији у округу Лече, региону Апулија.
Према процени из 2011. у насељу је живело 5042 становника. Насеље се налази на надморској висини од 139 м.

## Становништво
| 1936. | 1951. | 1961. | 1971. | 1981. | 1991. | 2001. | 2011. |
| ----- | ----- | ----- | ----- | ----- | ----- | ----- | ----- |
| 3.591 | 3.993 | 4.947 | 5.185 | 5.296 | 5.764 | 5.660 | 5.402 |